# Rhytiphora rosei
Rhytiphora rosei är en skalbaggsart som först beskrevs av Arthur Sidney Olliff 1890.  Rhytiphora rosei ingår i släktet Rhytiphora och familjen långhorningar. Inga underarter finns listade i Catalogue of Life.